# Karel Johannes Frederiks
Karel Johannes Frederiks (Middelburg, 10 februari 1881 – Den Haag, 18 februari 1961) was een Nederlands secretaris-generaal op het departement van Binnenlandse Zaken van 1931 tot 1945.

## Levensloop en  Oorlogstijd
Frederiks volgde het gymnasium in Middelburg en vervolgde zijn opleiding aan de Universiteit Leiden, waar hij zijn studie recht en politicologie behaalde. Na zijn opleiding werd hij ambtenaar bij het ministerie van Landbouw en Handel.
Frederiks was vanaf 1931 secretaris-generaal op het ministerie van Binnenlandse Zaken en bleef tot het einde van de Tweede Wereldoorlog deze functie bekleden. Dit was mogelijk omdat hij zich niet verzette tegen de hoofdlijnen van de Duitse politiek. De Duitse maatregelen tegen de Joodse Nederlanders ontleenden hun effectiviteit mede aan de coöperatieve opstelling van Frederiks. Hij was de initiatiefnemer van het Plan Frederiks en hij spoorde de Nederlandse bevolking onder meer via Polygoonjournaals aan om gul te geven aan collectanten van gelijkgeschakelde organisaties zoals Winterhulp Nederland.

## Na de oorlog
Direct na de bevrijding, in 1945, verscheen zijn apologetisch getinte brochure Op de bres 1940-1945: overzicht van de werkzaamheden aan het Departement van Binnenlandsche Zaken gedurende de oorlogsjaren. Zijn handelen werd onderwerp van een zuiveringsprocedure. 
De commissie die de procedure uitvoerde bestond uit mr. A.A.L. Rutgers, lid van de Raad van State en commissievoorzitter, de indoloog J.H. Boeke en de door de Duitse bezetter ontslagen burgemeester van Tilburg, Jan van de Mortel. De commissie was van oordeel dat Frederiks als overtuigd opportunist bewust had afgezien van de principiële politiek die juist onder de omstandigheden van de bezetting noodzakelijk zou zijn geweest. Zijn patriottische gezindheid werd erkend, maar zijn politiek van 'schipperen, meevaren, laveren, bakzeil halen, dobberen en boot afhouden' had gefaald en was noodlottig geweest. 
De commissie concludeerde dat Frederiks 'te goeder trouw in zijn beleid had gefaald'. De minister van Binnenlandse Zaken, mr. L.J.M. Beel, besliste uiteindelijk op 11 januari 1946 tot opgelegd eervol ontslag.